# 慈雲寺 (臺北市)

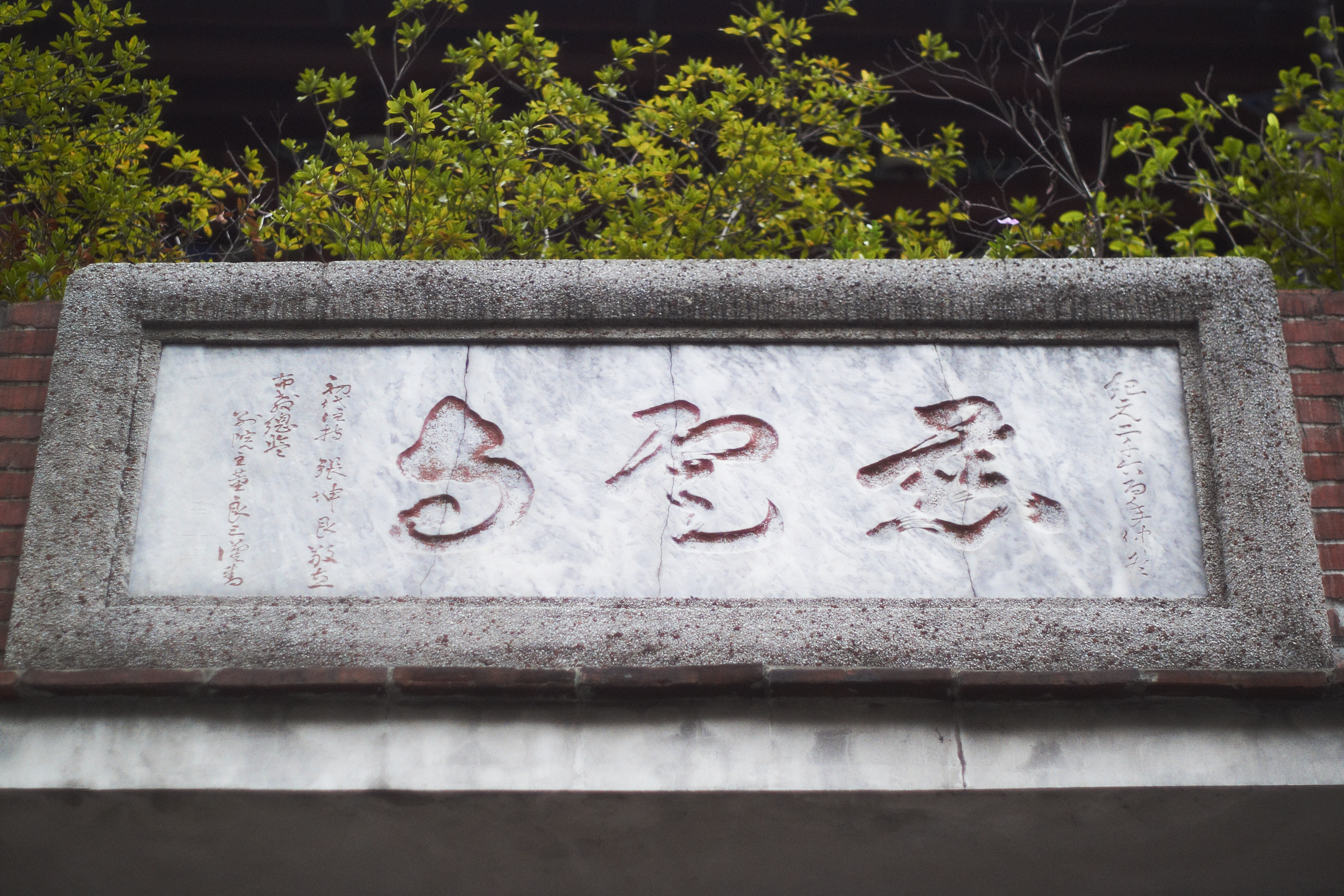
慈雲寺立字碑，由首任住持普謙法師（俗名張坤艮）題字

慈雲寺位於臺灣臺北市西門町漢口街二段119、121、123號，是中華民國直轄市定古蹟，屬於大乘正宗龍華齋教一系。二樓正殿主祀觀世音菩薩，座前奉祀釋迦牟尼佛、文殊普賢兩大菩薩，一樓奉祀彌勒佛與張家九玄七祖、齋友牌位。該廟宇的組織型態為管理人制（張家），祭典日期則是每年農曆4月8日。

## 歷史

### 清治時期
初名為慈雲佛堂，創立於1840年（清道光20年），屬於大乘正宗龍華齋教一系。緣起於智真大師自浙江舟山群島普陀山恭迎觀世音菩薩來台，於艋舺竹巷尾（今康定路一帶，清治時期此地以竹子買賣為大宗而得名）建設草庵一座奉祀。
1868年（清同治7年），因竹巷尾火災發生頻繁，慈雲佛堂草庵也難逃祝融之劫，因此災後遷移至現址，改以土造磚瓦屋為材料。

### 日治時期
1898年（明治31年）江瀕街遭遇大水患，土磚瓦屋付諸流水，第四代堂主張加來捐款和募資，慈雲佛堂也改建為磚造三廳佛堂，並增建護龍、門樓、圍牆，重新粧點佛尊，佛堂從此煥然一新。
1914年（大正3年）台北廳發布都市改正計畫並進行淡水河整治作業，於該地堆高窪地、建置鋼筋混凝土護岸，並將道路寬度加大為10間（1間為180公分，1坪為180公分平方）。由於道路用地的調整，慈雲佛堂也有部分受到影響。待向日方政府陳情和爭取之後，才免於完全拆除的命運，僅於西南角約少掉10坪左右。
1922年（大正11年）3月，台北市町名改正，由原本清治留下的名稱改制為「町」，此處因為屬於低漥地帶，經常氾濫成災，歷經日人墊高填埋等整治築地工事之後，才改善此地的水患問題，因此此地定名為「築地町」，佛堂也劃屬於築地町境內。受西來庵事件影響，4月4日由台灣總督府社寺課長丸井圭次郎成立南瀛佛教會，佛堂堂主張加來也以齋教身分成為南瀛佛教會正會員。
1924年（大正13年）因為改正計畫影響，張加來堂主再度自捐和募款，將慈雲佛堂二次改建，改以鋼筋水泥及紅磚建造二樓式齋堂。樓板採用工字樑的工法設計，在當時可以說是相當先進的工法。同時外觀配合閩式特有的騎樓設計，建造紅磚拱廊。慈雲佛堂整體建築結構，大致在這個時期確定下來而延續到今天。
1931年（昭和6年）蔣渭水因為感染傷寒病逝台北病院，其側室陳甜年僅卅二歲，選擇在慈雲佛堂，長伴青燈古佛渡過餘生。
1942年（昭和17年），信徒大會共同決議之後，將慈雲佛堂更名為慈雲寺，由普謙法師（俗名張坤艮）擔任首任住持。

### 民國時期
1958年（民國47年）慈雲寺的祭祀活動漸趨沒落
2000年（民國89年）台北市政府指定慈雲寺為市定古蹟
2003年（民國92年）由李重耀建築師事務所進行古蹟修復調查研究
2005年（民國94年）開始為期九年共七期的修復工程
2014年（民國103年）晚秋，終於完成修繕重新面見世人

## 建築現況

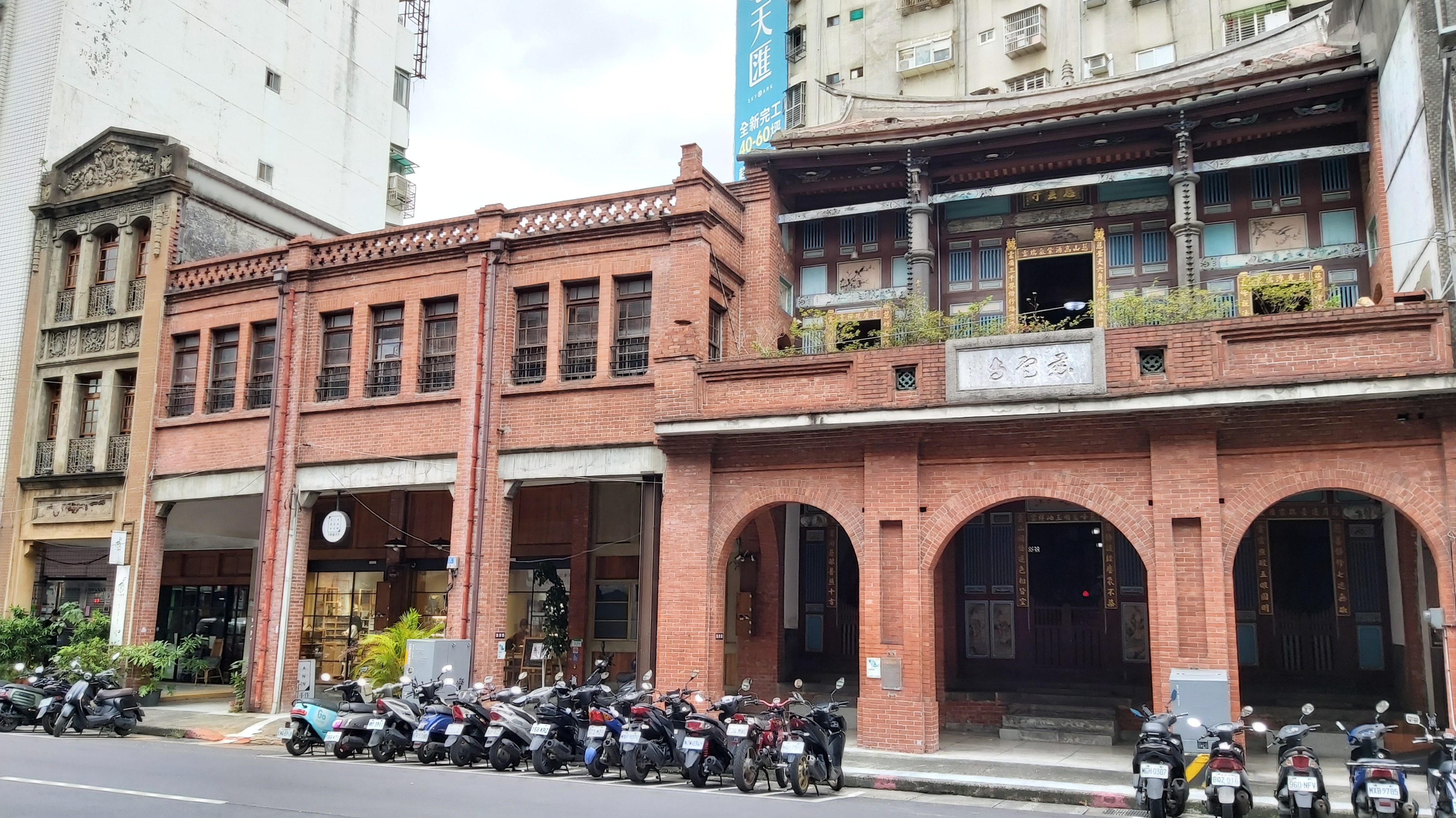
慈雲寺與連棟店屋

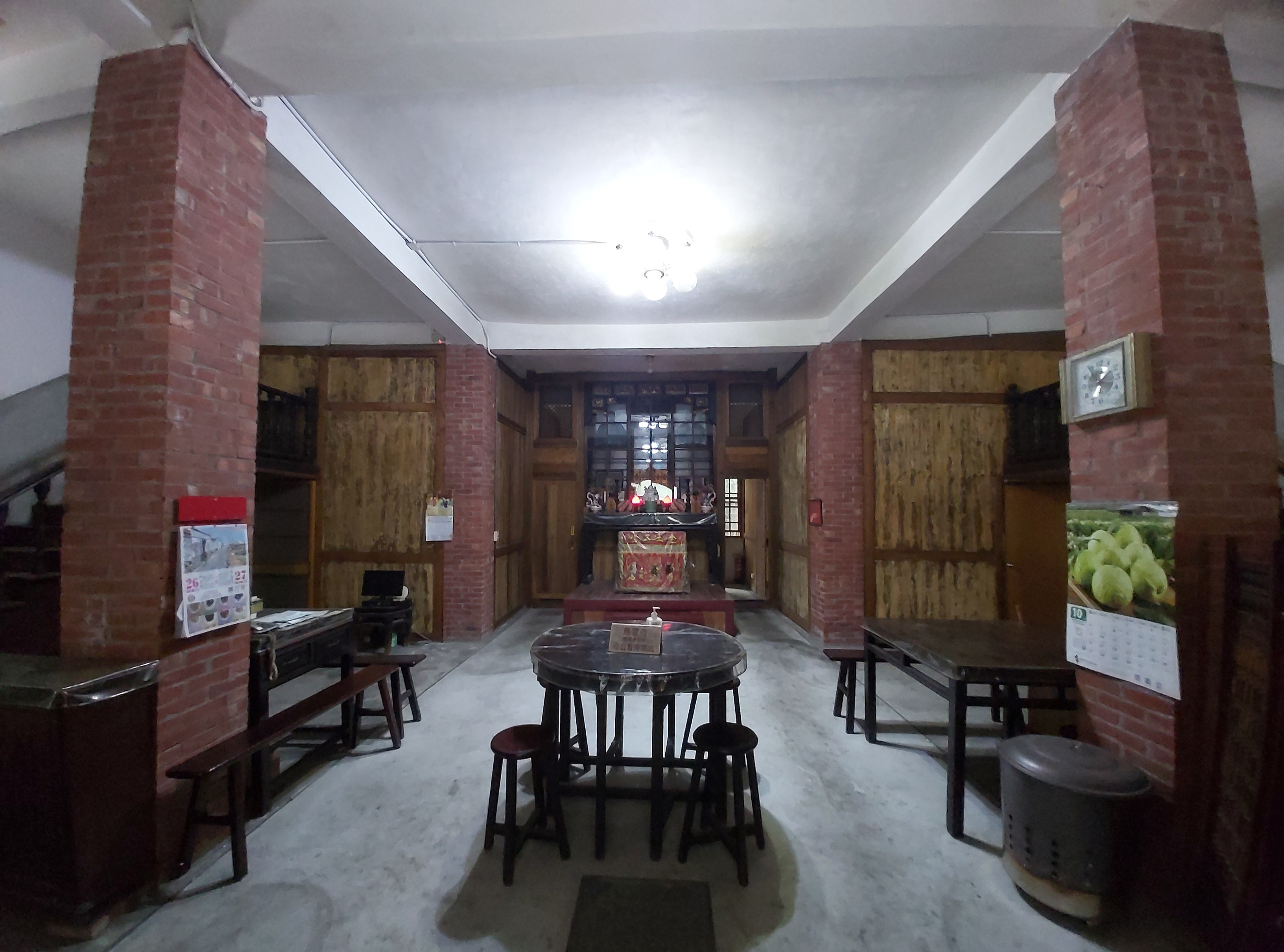
慈雲寺一樓張家祖堂室內

慈雲寺主要為磚造結構採三坎店屋規格，基地面積近150坪，總樓板面積為220坪左右，內承續傳統寺廟木結構，主堂屋頂作翹脊燕尾，沿漢口街的騎樓亭仔腳以連續拱磚結構，揉合古典美學和閩式實用價值，在傳統廟堂和騎樓住宅施以巧妙組合，是台灣寺廟建築中相當少有的設計。
一樓門聯上聯為「慈慧靜談經塵氣不染」下聯是「雲山同悟道色相皆空」，橫批「慈峰鷲𡽹玉岫祥雲」
二樓正殿簷廊下採兩支八角石柱支撐屋架，柱頭雕有葫蘆、扇子、書冊及花卉，圓形柱冠以蓮花瓣為飾。蓮花造型的石雕香爐，也是正殿的特色之一，前方並有陽台做活動祭典空間的前廟埕。
主堂右側齋房為三坎連棟店屋，主以磚牆砌面為主，三門面採柱列分隔，牌樓面皆同採女兒牆收頭。二樓立面均是四柱三窗形式，樘窗九面全以上下木格柵拉窗設計，屋頂同主堂以閩式磚木板瓦鋪設。

## 供奉神祇
慈雲寺屬於大乘正宗龍華齋教一系，二樓正殿主祀觀世音菩薩，座前奉祀釋迦摩尼佛、文殊普賢兩大菩薩。一樓為張家生活空間，供奉彌勒佛、張氏九玄七祖及齋友牌位。

## 外部連結
- 慈雲寺-文化部文化資產局 （页面存档备份，存于）
- 慈雲寺-臺灣宗教文化地圖-臺灣宗教文化資產 （页面存档备份，存于）